# Ladislau II de Polònia
|  | Per a altres significats, vegeu «Ladislau II Jagelló». |

Ladislau II de Polònia (polonès: Władysław II Wygnaniec)  (Cracòvia, 1105 - Altenburg, 30 de maig de 1159) Ladislau l'Exiliat, va ser duc de Polònia, 1138-1146. Era el fill de Boleslau III de Polònia Boca-torta, duc de Polònia, i Zbyslava, filla de Sviatopolk II de Kíev.

## Biografia
Ladislau es casava amb l'austríaca Agnès de Babenberg en 1125. Tenien un fill, Boleslau l'Alt, duc de Silèsia; i una filla, Riquilda de Polònia, que es casava amb Alfons VII de Castella, Rei de Castella i de Lleó. El seu pare, el duc Boleslau III de Polònia va morir el 28 d'octubre de 1138 i en el seu testament va intentar mantenir la unitat de les terres veïnes conquerides sota la corona polonesa i prevenir els conflictes d'herència entre els seus fills, determinant l'autoritat suprema del país en el primogènit Ladislau amb el títol de gran duc (Princeps). A més de Silèsia, va rebre el Ducat de Cracòvia, que s'estenia des de la Petita Polònia a Cracòvia fins a l'est de la Gran Polònia i l'oest de Kuiavia, així com l'autoritat sobre les terres de Pomerèlia a Gdańsk al mar Bàltic. Els seus germanastres menors Boleslau i Miecislau van rebre el ducat oriental de Masòvia (compost per Masòvia amb Kuiavia oriental) i el ducat occidental de la Gran Polònia (les parts restants de la Gran Polònia amb la Terra de Lubusz) respectivament, cadascun com a feus hereditaris.

## La guerra civil polonesa i exili
Les disputes de Ladislau amb la seva madrastra Salomé de Berg i els seus germanastres van començar obertament el 1141, quan la duquessa vídua, sense el coneixement i el consentiment de Ladislau, va començar a dividir la seva província de Łęczyca entre els seus fills i va intentar resoldre el matrimoni de la seva filla Agnès per trobar un aliat adequat per als seus fills. El candidat més adient per a un gendre havia de ser un dels fills del gran príncep Vsèvolod II de Kíev. En conèixer els esdeveniments, Ladislau va decidir donar una resposta ràpida i el Gran Príncep de Kíev no només va trencar tots els seus pactes amb els ducs menors, sinó que també va organitzar el compromís de la seva filla Zvenislava de Txerníhiv amb Boleslau l'Alt, el fill gran de Ladislau, que es van casar en 1142. Els seus vincles amb la Rus de Kíev el van beneficiar en 1142 i 1143, quan Ladislau va decidir lluitar contra els districtes dels seus germans. La victòria de Ladislau va ser indiscutible, amb el suport de les seves aliances amb la Rus, Bohèmia i el Sacre Imperi Romanogermànic.
El 1145 intentava prendre control del país, amb el suport dels pagans de la Rus, i els seus germans tingueren el suport del clergat que el va excomunicar, i de la noblesa, Ladislau II n'estava tant segur que va enviar al seu fill Boleslau en ajut al Gran Príncep Vsevolod II durant una revolta en contra seu, però l'expedició de Boleslau a Kíev acabà en desastre total quan el Gran Príncep va morir de malaltia creant una confusió general a Kíev i 1146 hagué de tornar precipitadament de Polònia per tal d'ajudar el seu pare. Les poques tropes que Boleslau reclutà no foren prou per a aturar la rebel·lió general contra Ladislau II, qui fou completament derrotat pels ducs joves. El Duc deposat i la seva família fugiren primer a la cort de Vladislau II de Bohèmia a Praga i després d'una temporada a Bohèmia, Ladislau i la seva família es traslladaren a Alemanya acollits pel rei Conrad, germanastre d'Agnès.

## Expedició de Conrad
Conrad III d'Alemanya oferí la seva hospitalitat i ajuda en el restabliment de Ladislau. Inicialment semblà que l'exili només seria per uns quants mesos, gràcies a les connexions familiars de la duquessa Agnès; tanmateix, l'expedició apressada i insuficientment preparada fracassà en agost en creuar l'Oder en 1146, que s'havia inundat i finalment fracassà degut a la forta oposició dels antics súbdits de Ladislau i la pressió d'Albert I de Brandenburg i Conrad el Gran. Conrad va escoltar la crida de Bernat de Claravall a la Segona Croada en novembre de 1146, i va decidir unir-se a Lluís VII de França a la gran expedició a Terra Santa, i Ladislau es va haver de conformar amb l'exili. El Rei va donar a Ladislau II i a la seva família la ciutat d'Altenburg a Saxònia. Pensada com una residència provisional s'hi passaren la resta de les seves vides.

## Expedició de Frederic Barba-roja
No va ser fins al 1157 que l'Emperador Frederic Barba-roja finalment organitzà una expedició contra Polònia. Es desconeix si Ladislau i els seus fills participaren directament en l'expedició, tanmateix, malgrat la victòria militar i la humiliant submissió de Boleslau IV de Polònia a l'emperador, Ladislau II quedà decebut quan l'Emperador decidí mantenir el regnat de Boleslau IV i els Ducs Joves a Polònia. Dos anys més tard, el 30 de maig de 1159, Ladislau morí al seu exili en Altenburg.